# Louis François Richard Barthélémy de Saizieu
 (mars 2020).
Si vous disposez d'ouvrages ou d'articles de référence ou si vous connaissez des sites web de qualité traitant du thème abordé ici, merci de compléter l'article en donnant les références utiles à sa vérifiabilité et en les liant à la section « Notes et références ».
Louis, François, Richard Barthélémy de Saizieu, né le 31 janvier 1773 à Tunis et décédé à Paris le 27 mars 1842, est un capitaine de vaisseau de l'Empire. Il est le plus souvent désigné sous le seul nom de « Saizieu ».

## Biographie

### Jeunesse
Louis, François, Richard Barthélémy de Saizieu naît à Tunis le 31 janvier 1773 où son père, Lazare Barthélémy de Saizieu (1736-1819) était consul général et chargé d’affaires du roi de France Louis XV auprès du Bey. La famille rentre en France en 1778 et le jeune homme est envoyé en pension à l'école royale militaire de Sorèze. Il en sort en 1789 et écrit dans ses mémoires : « cadet de famille et destiné à une simple légitimité, il me fallait un état. J’eusse embrassé volontiers la carrière des armes et j’en avais une facile occasion en acceptant l’offre que l’on me faisait d’une place de Cadet dans le Régiment du Lyonnais en garnison à Aix, mais un de mes beaux-frères, ancien capitaine de vaisseau, fit pencher l’hésitation de mon père vers la Marine».

### Campagnes de la Révolution en Méditerranée
Embarqué le 1er mars 1792 comme élève de marine (aspirant) sur la corvette la Badine en Méditerranée, il fait toute la campagne de l'escadre Truguet: prise de Nice, bombardement d'Oneille, attaque de Cagliari. Il sert ensuite sur la frégate la Vestale pour une mission à Alger.
Sur la frégate la Guerrière à partir de 1794, il fait la campagne de l'escadre Martin (Pierre Martin): il est présent à la bataille du Cap Noli (mars 1795) et au combat de Fréjus (juillet 1795). Il est promu enseigne de vaisseau en mars 1796. Il sert ensuite sur le brick le Hasard et fait la croisière de Ganteaume au Levant. Il passe ensuite sur les frégates l'Alceste  puis la Justice dans l'escadre Brueys à destination de l'Égypte et participe à la bataille d'Aboukir. Il commande une chaloupe canonnière en Égypte et est blessé en 1799. Il est gratifié d'un fusil d'honneur.
Il commande l'aviso l'Osiris en 1801 et s'empare d'un bâtiment corsaire, ce qui lui vaut une promotion comme lieutenant de vaisseau.

### Campagne de la division Lhermitte
Il sert dans la flottille de Boulogne de 1803 à 1805 quand il est nommé capitaine de frégate et commande à compter d'octobre 1805 la frégate la Cybèle au sein de la division Lhermitte (Jean-Marthe-Adrien Lhermitte) sur les côtes d'Afrique puis aux Antilles. Lors de l'ouragan qui disperse la division dans la nuit du 18 au 19 août 1806, la Cybèle est très endommagée et perd 38 hommes. Elle se réfugie alors dans la baie de la Chesapeake pour réparer. Bloquée par les divisions anglaises qui sillonnent la côte des États-Unis, la Cybèle doit se réfugier dans différents ports de Virginie chaque fois qu'elle essaie de prendre le large. Son équipage est totalement démoralisé et les désertions se multiplient. La Cybèle parviendra toutefois à rejoindre la France fin 1807 tout en s'emparant d'un important bâtiment de commerce anglais en route.

### Marine de la garde

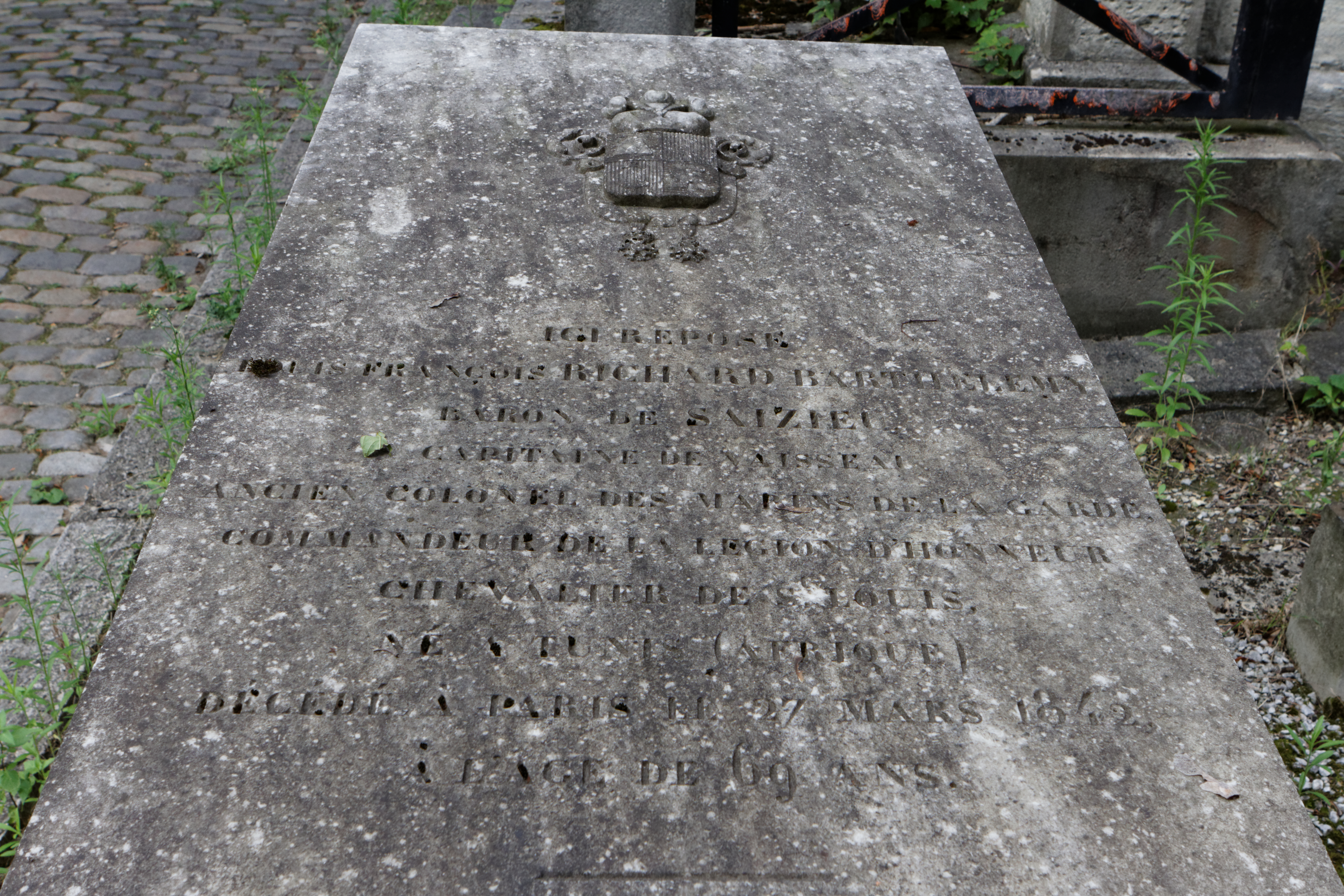
Tombe au cimetière du Père-Lachaise.

Saizieu est quelque temps aide de camp du ministre Denis Decrès. Promu Capitaine de vaisseau en 1809, il commande le Du Guesclin puis rejoint l'Espagne l'année suivante. Il se distingue lors du siège de Cadix en combattant des canonnières anglaises.
De retour à Toulon fin 1813, il commande le vaisseau le Scipion puis avec le titre de colonel et celui de Baron d'Empire, il commande les marins de la Garde impériale pendant la campagne de France.
Il est chargé d'une mission au Levant avec la frégate la Junon pendant la Première Restauration. Il se rallie ostensiblement à l'Empire sous les Cent-Jours et ne sera de ce fait pas compris dans la marine de la Seconde Restauration. Il est mis en retraite au 1er janvier 1816.

### Fin de carrière
Il reçoit toutefois le titre d'amiral honoraire en 1831 et de commandeur de la Légion d'honneur.
Saizieu décède à Paris le 27 mars 1842 et est enterrée au cimetière du Père-Lachaise (39e division). Ses manuscrits et souvenirs personnels sont conservés au château de Flaugergues à Montpellier. Son buste figure dans la salle des Illustres de l'abbaye-école de Sorèze.

## Titres et décorations
- Baron de l'Empire[2]
- Commandeur de la Légion d'honneur[3]
- Chevalier de Saint Louis

## Armoiries
| Figure | Blasonnement |
|        | Louis, François, Richard Barthélémy de Saizieu (Tunis, 31 janvier 1773 - †Paris, 27 mars), capitaine de vaisseau (1809), colonel-commandant le bataillon des marins de la Garde impériale, contre-amiral (1831), commandeur de la Légion d'honneur (1831), Ecartelé : au 1er, d'azur à un rocher de six coupeaux d'or accompagné de trois étoiles d'argent, 2 et 1 ; au 2e, des barons militaires ; au 3e, de gueules à une ancre à jas d'argent ; au 4e, d'azur à une tour donjonnée de trois tourelles d'argent, ouverte, ajourée et maçonnée de sable. |